# Elymus bakeri
Elymus bakeri là một loài thực vật có hoa trong họ Hòa thảo. Loài này được (E.Nelson) Á.Löve mô tả khoa học đầu tiên năm 1980.